# Cluzobra odileae
Cluzobra odileae är en tvåvingeart som beskrevs av Loïc Matile 1996. Cluzobra odileae ingår i släktet Cluzobra och familjen svampmyggor.
Artens utbredningsområde är Franska Guyana. Inga underarter finns listade i Catalogue of Life.